# 1612 w literaturze
Wydarzenia literackie w 1612 roku.

## Nowe książki
- polskie
  - Stanisław Żółkiewski, Początek i progres wojny moskiewskiej (wyd. 1833)

## Nowe poezje
- polskie
  - Kasper Miaskowski – Zbiór rytmów
- zagraniczne
  - Michael Drayton – Poly-Olbion
  - Luis de Góngora y Argote – Fábula de Polifemo y Galatea